# Aérodrome de Tetiaroa
L'aérodrome de Tetiaroa est une piste privée située sur l'île de Tetiaroa dans les Îles de la Société en Polynésie française. 

## Caractéristiques
Cet aérodrome est relié par la compagnie Air Tetiaroa à Tahiti. La fréquentation est exclusivement réservée aux clients de l'hôtel The Brando.
Une centrale solaire photovoltaïque longeant la piste permet d'alimenter l'île en électricité,.